# Autobahndreieck Düsseldorf-Süd
Das Autobahndreieck Düsseldorf-Süd (Abkürzung: AD Düsseldorf-Süd; Kurzform: Dreieck Düsseldorf-Süd) stellt den Abzweig der Autobahn 59 (Teilstück Düsseldorf–Leverkusen) von der Autobahn 46 (Teilstück Düsseldorf–Wuppertal) bereit. Die benachbarte Anschlussstelle Düsseldorf–Eller auf der A 46 ist in das Dreieck integriert.  Es befindet sich etwa ein Kilometer westlich des Elbsees zwischen den Düsseldorfer Stadtteilen Eller und Hassels in Nordrhein-Westfalen.

## Bauform
Das Autobahndreieck wurde spätestens 1971 als halbes Kleeblatt errichtet. Seinerzeit war ein Ausbau des Dreiecks zum Kreuz durch Lückenschluss der hier unterbrochenen A 59 bis zum Autobahnkreuz Duisburg-Süd vorgesehen. Entsprechend wurde damals der Name Autobahnkreuz Düsseldorf-Süd vergeben. Der Verlauf durch das bebaute Düsseldorf war zunächst parallel zur hier verlaufenden Bahnstrecke Mülheim-Speldorf–Troisdorf und dann über die heute autobahnähnliche Bundesstraße 8 angedacht. Diese später verworfene Planung ließ die A 59 hier enden und bedingte so bis spätestens 1983 einen Umbau zur rechtsgeführten Trompete und somit zu einem Dreieck. Die A 59 ist hier vierspurig, die A 46 seit 2020 sechsspurig ausgebaut.

## Ertüchtigung 2014 bis 2024
Das Dreieck und die integrierte Anschlussstelle Düsseldorf-Eller sorgten früher zu jeder Hauptverkehrszeit für eine der größten Verstopfungen Düsseldorfs. Dabei staute sich der Verkehr beim Einfädeln von der Einfahrt in die Fahrtrichtung Wuppertal der A 46 bis weit in die zuführenden, städtischen Straßen hinein. Dadurch konnten auch die im Dreieck abzweigenden Fahrzeuge auf die eigentlich freie A 59 nicht dorthin gelangen und verstärkten den Stau. Zudem verstopfte dieser Rückstau auch die Richtungsfahrbahn Düsseldorf über deren Aus- und Einfahrt. Viele Autofahrer suchten innerstädtische Wege zu benachbarten Anschlussstellen, was auch diese mit zähem Verkehr belastete.
Daher wurde zwischen den Jahren 2014 und 2020 die A 46 von vier auf sechs Fahrstreifen erweitert und Lücken in deren Standspur beseitigt. Hierfür wurden Räume benötigt, die bis dahin vom benachbarten Dreieck in Anspruch genommen wurden. Um letzteres entsprechend anzupassen und zudem auf größere Verkehrsströme zu ertüchtigen, wurden Rampen umgelegt und verbreitert. Die bisher auf gemeinsamer Fahrbahn geführten Verkehrsströme von der A 46 und der integrierten Anschlussstelle Düsseldorf-Eller wurden auf getrennte Äste entkoppelt. Dafür wurde südlich 2019 ein benötigtes Kreuzungsbauwerk errichtet, das wegen des dort maroden Zustandes der A 59 erst nach einer längeren Ruhe der Baustelle bis Anfang 2025 angeschlossen werden soll, was die Maßnahme abschließt. Durch die Umbaumaßnahmen sollen die beschriebenen chronischen Staus in diesem Bereich der beteiligten Autobahnen und dem städtischen Umfeld vermieden werden.
Neben den Kernarbeiten des Umbaus des Autobahndreiecks finden begleitende Baumaßnahmen statt. Dabei stehen der Lärmschutz, die Entwässerung und die Schaffung von Kompensationsmaßnahmen für die Eingriffe in Natur und Landschaft im Vordergrund.

## Verkehrsaufkommen
Das Dreieck wurde im Jahr 2015 täglich von rund 147.000 Fahrzeugen befahren.
| Von                        | Nach                         | Durchschnittliche tägliche Verkehrsstärke | Durchschnittliche tägliche Verkehrsstärke | Durchschnittliche tägliche Verkehrsstärke | Anteil Schwerlastverkehr | Anteil Schwerlastverkehr | Anteil Schwerlastverkehr |
| Von                        | Nach                         | 2005                                      | 2010                                      | 2015                                      | 2005                     | 2010                     | 2015                     |
| -------------------------- | ---------------------------- | ----------------------------------------- | ----------------------------------------- | ----------------------------------------- | ------------------------ | ------------------------ | ------------------------ |
| AS Düsseldorf-Eller (A 46) | AD Düsseldorf-Süd            | 104.000                                   | 110.500                                   | 117.200                                   | Keine Daten              | 6,1 %                    | 9,5 %                    |
| AD Düsseldorf-Süd          | AS Erkrath (A 46)            | 101.000                                   | 100.000                                   | 136.000                                   | Keine Daten              | 8,6 %                    | 8,3 %                    |
| AD Düsseldorf-Süd          | AS Düsseldorf-Benrath (A 59) | 053.700                                   | 045.800                                   | 041.600                                   | 8,2 %                    | 7,3 %                    | 6,2 %                    |